# Брюшная полость
Брюшна́я по́лость (лат. cavitas abdominis) — пространство, расположенное в туловище ниже диафрагмы и целиком заполненное брюшными органами. Разделяется на собственно брюшную полость и полость таза (лат. cavitas pelvis). Полость выстлана серозной оболочкой — брюшиной, отделяющей полость брюшины (брюшную полость в узком смысле) от забрюшинного пространства.

## Стенки брюшной полости
- верхняя — диафрагма
- передняя — передняя брюшная стенка
- боковые (левая и правая) — мышечные части трёх широких мышц живота
- задняя — поясничная часть позвоночника, m. psoas major, m. quadratus lumborum
- нижняя — подвздошные кости и диафрагма таза

## Органы брюшной полости
В полости брюшины (интраперитонеально) расположены жёлчный пузырь, желудок, селезёнка, тощая кишка, подвздошная кишка, поперечная ободочная кишка, сигмовидная кишка и слепая кишка с аппендиксом. Частично покрыты брюшиной (располагаются мезоперитонеально) нисходящая и восходящая ободочная кишка. Печень покрыта брюшиной практически полностью, и может относиться как к мезоперитонеальным, так и интраперитонеальным органам. В забрюшинном пространстве (ретроперитонеально или экстраперитонеально) располагаются почки, мочеточники, надпочечники, поджелудочная железа и большая часть двенадцатиперстной кишки. 
Вся полость брюшины может быть подразделена на три области, или этажа:
- верхний этаж — ограничен сверху диафрагмой, снизу брыжейкой поперечной ободочной кишки, лат. mesocolon transversum. В верхнем этаже выделяют 3 сумки:
  1. печёночную, состоящую из подпечёночного и поддиафрагмального пространств;
  2. преджелудочную;
  3. сальниковую.

Печёночная сумка ограничена сверху диафрагмой, снизу — поперечной ободочной кишкой (лат. colon transversum) и её брыжейкой, слева — серповидной связкой печени (лат. lig. falciforme hepatis), справа — правой стенкой брюшной полости. Печёночная сумка сообщается с преджелудочной через подпечёночное пространство, а также с сальниковой сумкой — через Винслово отверстие. Сообщается и с правым околоободочным каналом (лат. canalis paracolicus dexter).
- средний этаж — от брыжейки поперечной ободочной кишки до входа в малый таз.
- нижний этаж — соответствует полости малого таза.